# Пилсудский (фильм)
«Пилсудский» (пол. Piłsudski) — исторический фильм режиссёра Михала Роса, снятый в 2019 году на студии «KADR».
Премьера фильма состоялась 13 сентября 2019 года.

## Сюжет
Фильма рассказывает о Юзефе Пилсудском, польском революционном, военном, государственном и политическом деятеле.
Действие киноленты начинается в 1901 году. Главный герой, политический заключённый Пилсудский совершает дерзкий побег из психиатрической больницы и вновь становится лидером польского подполья в борьбе за независимость от Российской империи. Некоторые члены ППС считают его террористом, Пилсудский с ближайшими соратниками для достижения своей цели: независимой Польши, не останавливается ни перед чем — организации боевых групп, убийствами царских чиновников и офицеров, контрабанды оружия, экспроприаций, нападений на поезда и др.

## В ролях
- Борис Шиц — Юзеф Пилсудский
- Магдалена Бочарская — Мария Пилсудская, первая жена Пилсудского
- Ян Марчевский — Валерий Славек
- Юзеф Павловский — Александр Сулькевич
- Мария Дембская — Александра Щербинская
- Томаш Шухардт — Александр Пристор
- Камиль Шептицкий — Казимеж Соснковский
- Элиза Рицембель — Ванда Юшкевичувна, дочь Марии Пилсудской
- Филип Косёр — Тадеуш Каспшицкий
- Марцин Хыцнар — Витольд Йодко-Наркевич
- Томаш Борковский — Юзеф Квятек
- Габриэла Обербек — девушка в швейном ателье
- Гжегож Малецкий — Щуцкий
- Кшиштоф Строиньский — Омельченко
- Пшемыслав Блющ — Рыбак
- Лукаш Гарлицкий — Болеслав Енджеёвский
- Кшиштоф Ходоровский — Мазуркевич
- Игор Куявский — Ландау
- Миколай Кубацкий — Окшея
- Себастьян Павляк — Демидович
- Анджей Шеремета — санитар
- Юлиуш Хшонстовский — Михаловский, журналист
- Давид Завадский — Левандовский
- Магдалена Осиньская — сестра Окшеи
- Енджей Хыцнар — Костек
- Милена Сташук — Ядвига, жена Пристора
- Матеуш Жезничак — Горголь
- Лукаш Щепановский — Эдвард Гибальский
- Ян Хрынкевич — Фиялковский
- Адриан Бжонкала — Матейкевич
- Марек Нендза — Чарковский
- Мариуш Гагатек — Галица
- Хуберт Кулач — Арцишевский
- Марцин Чарник  — Хорвиц
- Пшемыслав Стиппа — Сахс
- Вальдемар Барвиньский — Кон
- Барбара Гарстка — Эстера Гольде
- Петр Домбровский — Яворский, врач
- Марианна Зыдек — Клементинка
- Эрик Кульм — носильщик в отеле
- Рышард Луковский — портье
- Алина Хехельская — буфетчица
- Катажина Кшановская — мать в деревне под Сломниками
- Дарюш Хойнацкий — отец в деревне под Сломниками
- Якуб Бохосевич — офицер у Цитадели
- Александра Поселенжна — девушка на площади
- Павел Яныст — молодой парень
- Сильвестр Завадский — Маркграфский, генерал